# نیم‌تنه روح بخشوده
روح مقدس (ایتالیایی: Anima Beata) مجسمه نیم تنه ساخته شده توسط هنرمند ایتالیایی جان لورنتسو برنینی است. این قطعه در حدود ۱۶۱۹ اجرا شد و یک قطعه در مقابل اثر روح ملعون است. مکان اصلی آنها کلیسای San Giacomo degli Spagnuoli بود، اما سپس در اواخر قرن ۱۹ به سفارت اسپانیا در محوطه مقدس در Piazza di Spagna منتقل شد.

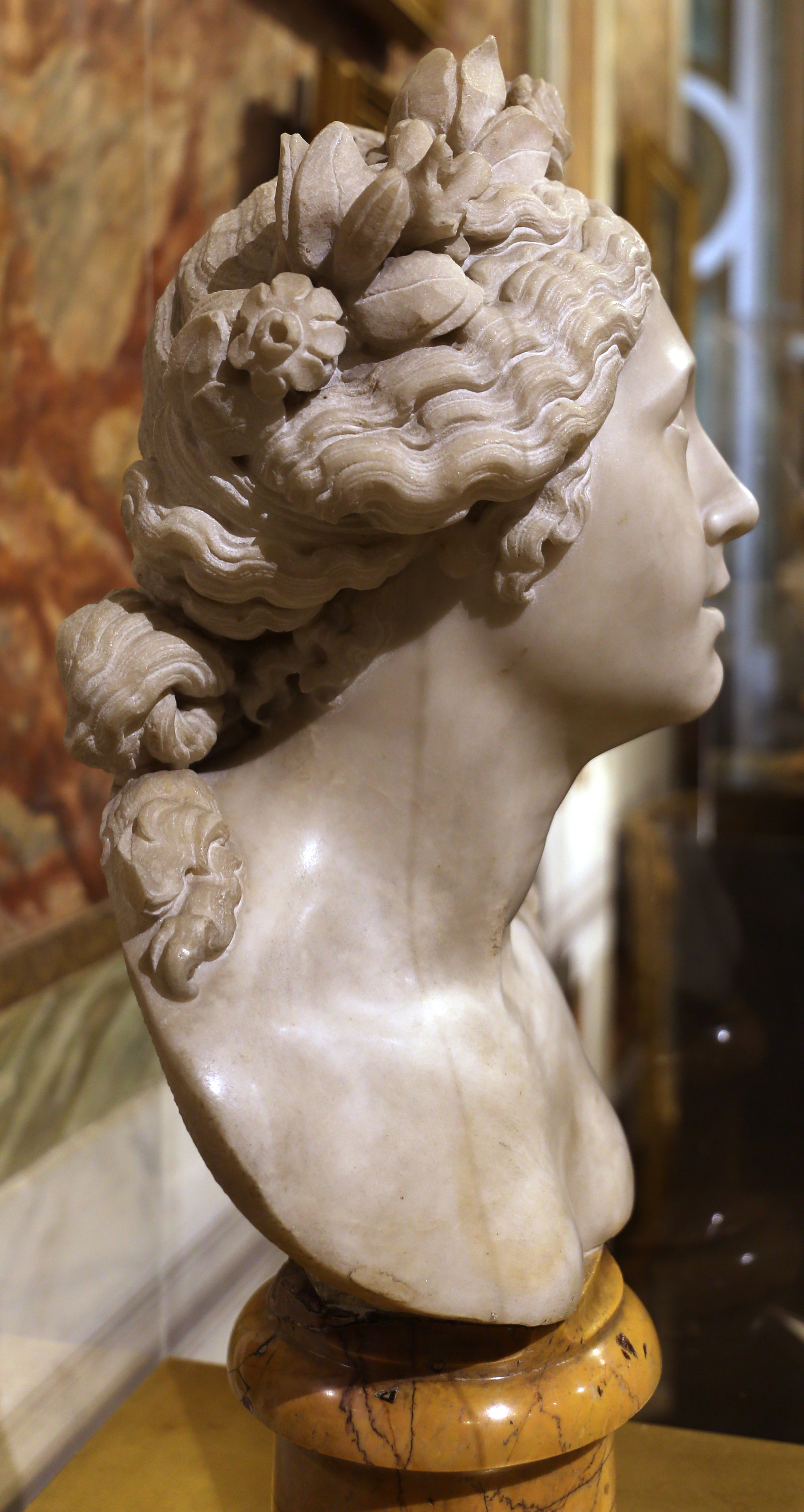
روح بخشوده

## انتقادات وارد شده

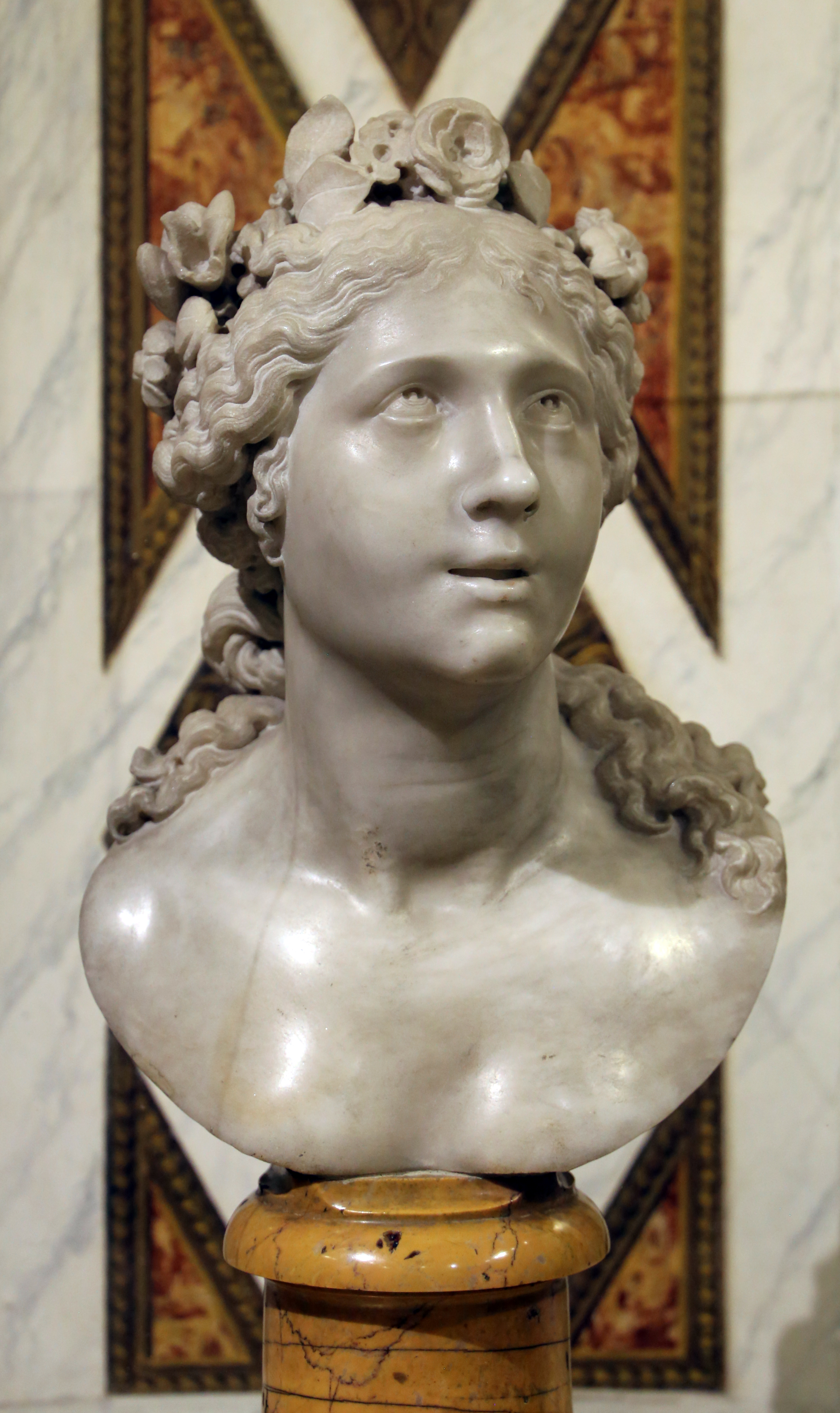
روح بخشوده، برنینی، 1619

روح مقدس با وجود اینکه نسبتاً ناشناخته بود، توسط برخی از بازدیدکنندگان به رم مورد توجه قرار گرفت. به‌طور خاص، نقاش جاشوا رینولدز اظهار داشت که این مجسمه «تمام شیرینی و خوشبختی کاملی را که در چهره او قابل تصور است بیان می‌کند.» با این حال، روح مقدس در دوران اخیر یکی از بهترین آثار برنینی محسوب نمی‌شود. ویتکاور به «موهای خمیری آنیما بیاتا» اشاره می‌کند، در حالی که هیبرد آن را در مقایسه با روح لعنتی غیرقابل الهام می‌داند و اشاره می‌کند که «ظاهر با فضیلت» به خوبی به مجسمه‌سازی ترجمه نمی‌شود.